# Meriem Uzerli
Meryem Sarah Uzerli est une actrice et mannequin turco-allemande, née le 12 août 1983 en Allemagne. 
Elle est principalement connue pour avoir incarné la jeune Roxelane, l'épouse du sultan Soliman le Magnifique dans la série Muhteşem Yüzyıl. Ce rôle lui vaut de remporter de nombreuses distinctions, dont un Golden Butterfly Award.

## Biographie

### Jeunesse
Meryem Uzerli est née à Cassel dans l'Ouest de l'Allemagne. 
Son père Hüseyin est turc, alors que sa mère Ursula est une actrice allemande, ce qui fait qu'elle dispose de la double nationalité.  
Très tôt, elle embrasse les deux cultures comme en témoignent ses deux résidences à Istanbul et à Berlin. Bien que sa langue maternelle soit l'allemand, elle parle couramment le turc et l'anglais. 

### Études
À l'école Freie Waldorf de Cassel, son talent artistique attire l'attention, ce qui lui permet de participer à de nombreux projets dans le monde du théâtre. 
Elle étudie ensuite au Schauspielstudio Frese à Hambourg, où elle obtient son diplôme. 

### Carrière
Elle débute ensuite sa carrière au cinéma en jouant différents rôles secondaires dans plusieurs productions allemandes jusqu'en 2010.  
Cette année-là, elle est choisie par Meral Okay et Timur Savcı, respectivement scénariste et producteur de la série historique Muhteşem Yüzyıl, afin d'interpréter Roxelane, une jeune esclave devenue la femme du sultan Soliman le Magnifique, dans la série,.  
Elle déclare : « Dès le jour où mon téléphone a sonné, j'ai été invitée pour participer au casting en Turquie. Dans la foulée, j'ai commencé à vivre à Istanbul presque à plein temps ». 
Ce premier rôle principal au cinéma lui permet d'acquérir une notoriété fulgurante ainsi que de nombreux fans à travers le monde. En seulement deux ans, elle reçoit de nombreuses récompenses. Elle remporte notamment un Golden Butterfly Award dans la catégorie meilleure actrice en 2012. 
En 2013, elle est néanmoins contrainte de quitter la série pour des raisons de santé, apparemment à la suite d'un burn-out. À partir de l'épisode 103, l'actrice Vahide Percin reprend le rôle de Roxelane.
En parallèle de son rôle d'actrice, elle poursuit une carrière dans le mannequinat. Elle est notamment apparue sur les couvertures des magazines Elle, Marie Claire et InStyle. Elle a joué également dans plusieurs publicités pour des marques comme Elidor.

## Récompenses
Elle a remporté le prix Golden Butterfly pour la catégorie meilleure actrice en 2012. 

## Vie privée
Après avoir quitté la Turquie, elle annonce qu'elle a rompu avec son petit ami Can Ates après avoir appris qu'il l'a trompée.
Le 10 février 2014, elle donne naissance à une fille nommée Lara, dont le père est Ates. 
À partir de juillet 2014 elle commence à fréquenter l'acteur Ozan Gûven.

## Filmographie
- 2008 : Jetzt vorbei
- 2008 : Ein total verrücktes Wochenende
- 2009 : Wiedergeburt
- 2009 : The Line
- 2009 : Schulterblick
- 2009 : Lauf um deine Liebe
- 2009 : LUME
- 2010 :  Sacrée Famille (Hannas Fest) (TV)
- 2010 : Der Staatsanwalt
- 2010 : Notruf Hafenkante
- 2010 : Un cas pour deux
- 2010 : Das ist ja das Leben selbst
- 2010 : The Dark Chest of wonders
- 2010 : Jetzt aber Ballett
- 2010 : Urbane Dater
- 2010 : We all love football
- 2011 : Muhteşem Yüzyıl
- 2011 : Un cas pour deux
- 2016 : Gecenin kralicesi